# 위치헌터 (만화)
《위치헌터》(영어: Witch Hunter)는 2006년부터 현재까지 코믹 챔프에서 연재되는 조정만의 만화이다. 현재 22권까지 발행되었다.